# Geoff Pike
Geoffrey Alan Pike, meglio conosciuto come Geoff Pike (Londra, 28 settembre 1956), è un ex calciatore inglese, di ruolo centrocampista.

## Biografia
Nel 1978 sposò Pauline, da cui ebbe il primo figlio, Anthony, due anni dopo.
Lasciato il calcio giocato venne ingaggiato dalla Football Association, dove divenne "coach developer" per una dozzina d'anni circa.
Nell'autunno 2024 gli viene diagnosticato la malattia di Parkinson.

## Carriera
Si forma calcisticamente nel West Ham Utd, allenato da John Lyall, che ebbe grande influenza nel suo sviluppo come calciatore e che poi portò in prima squadra, grazie anche alle ottime prestazioni a livello giovanile che attirarono le attenzioni di club rivali come l'Ipswich Town.
Ha esordito in prima squadra 6 marzo 1976 nella sconfitta casalinga per 2-1 contro il Birmingham City, a cui ne seguirono altre 367 in tutte le competizioni con gli Hammers, segnando 41 reti. Nel dicembre 1982 vestì per la prima volta la fascia di capitano.
Pike divenne una e vera e propria leggenda del club londinese, militando negli Hammers dal 1976 al 1987. Con gli Hammers ha vinto una FA Cup e un campionato di seconda divisione, oltre giungere alla finale, in cui Pike però non scese in campo, della Coppa delle Coppe 1975-1976, persa contro i belgi dell'Anderlecht.
Nell'estate 1976 venne ceduto in prestito agli statunitensi dell'Hartford Bicentennials, franchigia della NASL. Con i Bicentennials non riuscì a superare la fase a gironi del torneo 1976. 
L'anno seguente, tornò, sempre in prestito, alla squadra statunitense, rinominata Connecticut Bicentennials, con cui non riuscì a superare la fase a gironi del torneo.
Nel 1987 passò al Notts County, squadra di terza divisione, restandovi sino al 1989. Da lì passo per le due stagioni seguenti al Leyton Orient, sempre in terza divisione. Chiuse la carriera agonistica con alcuni club dilettantistici.

## Palmarès

### Competizioni nazionali
- Coppa d'Inghilterra: 1

West Ham: 1979-1980
- Campionato inglese di seconda divisione: 1

West Ham: 1980-1981